# Basque pelota na letnich igrzyskach olimpijskich

Basque pelota obecna była w programie igrzysk olimpijskich cztery razy. Rywalizacja o medale odbyła się tylko jeden raz (startowały tylko dwa dwuosobowe zespoły), podczas Letnich Igrzysk Olimpijskich 1900 w Paryżu, natomiast trzykrotnie (1924, 1968 i 1992) była rozgrywana jako dyscyplina pokazowa.

## Kalendarium
| Rok  | Miejscowość | Kraj    | Zawody                                                |
| ---- | ----------- | ------- | ----------------------------------------------------- |
| 1900 | Paryż       | Francja | Basque pelota na Letnich Igrzyskach Olimpijskich 1900 |

## Zawody
• = oficjalne zawody, D = pokazowe zawody
| Konkurencja           | 96 | 00 | 04 | 08 | 12 | 20 | 24 | 28 | 32 | 36 | 48 | 52 | 56 | 60 | 64 | 68 | 72 | 76 | 80 | 84 | 88 | 92 | 96 | 00 | 04 | 08 | 12 | Razem |
| --------------------- | -- | -- | -- | -- | -- | -- | -- | -- | -- | -- | -- | -- | -- | -- | -- | -- | -- | -- | -- | -- | -- | -- | -- | -- | -- | -- | -- | ----- |
| Gra podwójna mężczyzn |    | •  |    |    |    |    | D  |    |    |    |    |    |    |    |    | D  |    |    |    |    |    | D  |    |    |    |    |    | 1     |
|                       |    |    |    |    |    |    |    |    |    |    |    |    |    |    |    |    |    |    |    |    |    |    |    |    |    |    |    |       |
| Ogólnie               | -  | 1  | -  | -  | -  | -  | D  | -  | -  | -  | -  | -  | -  | -  | -  | D  | -  | -  | -  | -  | -  | D  | -  | -  | -  | -  | -  | 1     |

## Klasyfikacja medalowa
| Miejsce | Państwo   |   |   |   | Razem |
| ------- | --------- | - | - | - | ----- |
| 1.      | Hiszpania | 1 | 0 | 0 | 1     |
| 2.      | Francja   | 0 | 1 | 0 | 1     |